# Chłopiec ze szpadą
Chłopiec ze szpadą (fr. L’Enfant à l’épée) – obraz olejny francuskiego malarza Édouarda Maneta namalowany w 1861, a obecnie przechowywany w Metropolitan Museum of Art w Nowym Jorku. Dzieło ma wymiary 131,1 cm wysokości i 93,4 cm szerokości. Zostało namalowane w Paryżu, w atelier przy Rue Goyot, a po raz pierwszy zostało wystawione przy Rue de Choiseul, w 1861–1862. Malowidło wykazuje wpływy malarstwa Diego Velázqueza i Fransa Halsa, często pojawiające się w twórczości Maneta.
Chłopcem posującym do obrazu był Léon Koëlla Leenhoff, syn Suzanne Leenhoff, z którą Manet ożenił się w 1863. Występuje on często na obrazach Maneta. Prawdopodobnie był jego synem, chociaż artysta nigdy go za takiego nie uznał.
Chłopiec, który ma ok. 10 lat, ubrany jest w strój XVII-wiecznego hiszpańskiego pazia i trzyma szpadę oraz pas.
Istnieje inna wersja tego obrazu – akwaforta o wymiarach 51,3 × 35,8 cm, namalowana pod kierownictwem malarza z Dijon, Alphonse’a Legrosa, który współpracował przy powstawaniu oryginału.
W 1889 nowojorski kolekcjoner Erwin Davis, podarował obraz wraz z innym dziełem Maneta (Kobieta z papugą) Metropolitan Museum w Nowym Jorku, po nieudanej próbie sprzedania ich na aukcji. Były to pierwsze obrazy francuskiego malarza, które znalazły się w tym muzeum.